# Officine Ferroviarie Meridionali
Officine Ferroviarie Meridionali (acronimo OFM) era una società anonima fondata a Napoli nel 1904 per costruire e riparare rotabili ferroviari e tranviari. Acquisita dalla Nicola Romeo nel 1918 divenne produttore di aeroplani; venne ceduta nel 1936 alla Ernesto Breda.

## Storia
Le Officine Ferroviarie Meridionali nacquero a Napoli, con l'obbiettivo di costruzione e manutenzione di materiale rotabile ferroviario e tranviario, per opera di Tommaso Astarita; il sito venne individuato in un terreno paludoso dell'area orientale della città (nel rione del Vasto, nei pressi della stazione Centrale). Nel mese di novembre del 1904 fu costituita la ditta con capitale iniziale di 1,5 milioni di lire. L'attività si rivelò presto consistente con commesse da parte di ferrovie e tranvie secondarie italiane e perfino portoghesi.
Agli inizi del 1914 il capitale fu portato a 4 milioni per rilevare i vicini stabilimenti SOFIA.
Nel 1918 le Officine Ferroviarie Meridionali, dopo essere state sotto il controllo del gruppo Benvenuti-Diatto, vennero acquistate dall'ingegnere Nicola Romeo insieme ad altri due stabilimenti di produzione di locomotive e materiale rimorchiato, la Costruzioni Meccaniche di Saronno e le Officine Meccaniche Tabanelli di Roma con l'obbiettivo di espandere l'attività nel campo automobilistico e aeronautico.
Dopo la fine della guerra, nel 1918, la Società in accomandita semplice Ing. Nicola Romeo e Co. che aveva assorbito le Officine Ferroviarie Meridionali cambiò nome in Società anonima Ing. Nicola Romeo e Co.
L'ingegnere Romeo seguendo il successo della Fiat decise di convertire le officine di Napoli al settore di produzione aeronautica iniziando con una commessa per la Fiat e nel 1923 produsse per conto della Fiat il sesquiplano Fiat C.R.1.
Nel 1926 a Pomigliano d'Arco nacque la fabbrica di aeroplani OFM – Aeroplani Romeo. Nello stesso periodo, avvenne una crisi per il fallimento della Banca Italiana di Sconto che deteneva la maggioranza delle azioni societarie. La necessità di drastici cambiamenti fece deteriorare i rapporti tra Nicola Romeo e gli altri soci; l'ingegnere fu di fatto estromesso dalla guida dell'Alfa Romeo.
Seguendo il suo progetto di costruire aerei Nicola Romeo designò Alessandro Tonini quale capo progettista OFM in quanto di grande esperienza avendo lavorato per Macchi al progetto degli idrovolanti. Ottenne da Fokker la licenza per la produzione del Fokker C.V che venne prodotto dalle Officine di Napoli, nel 1927, quale OFM Ro.1. Con il modello Ro.1 ridotto partì la produzione di modelli propri OFM.
Dal 27 ottobre 1934 Nicola Romeo separò le produzioni, ferroviaria e aeronautica della OFM costituendo la Società anonima Industrie Aeronautiche Romeo (IAR).
Gli aerei prodotti a Napoli da OFM dal 1925 spesso portano la dicitura "Aeroplani Romeo".
Tra 1935 e 1936 OFM ferroviaria venne venduta alla Società Italiana Ernesto Breda per Costruzioni Meccaniche. Romeo vendette alla Breda anche la Società anonima Industrie Aeronautiche Romeo; questa le fuse in una sua controllata dal 1º ottobre del 1936 dandole il nome di Industrie Meccaniche e Aeronautiche Meridionali (IMAM).

## Produzione

### Ferroviaria e tranviaria

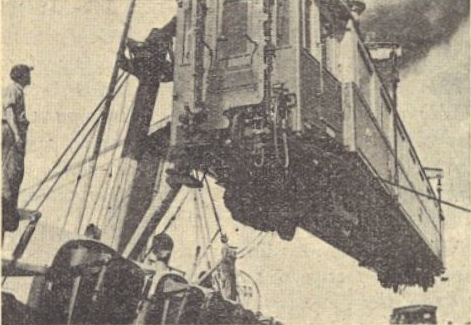
Porto di Leixoes; scarico delle carrozze ferroviarie per la CCFNP nel 1931

- Carri ferroviari merci di varia tipologia e scartamento.
- Carrozze ferroviarie a carrelli e a due assi, di varia tipologia e classe, carrozze postali e bagagliai.
- Automotrici tranviarie e ferroviarie per servizi urbani ed interurbani e rimorchiate.
- Locomotive elettriche, locomotive ad accumulatori.

### Aeronautica

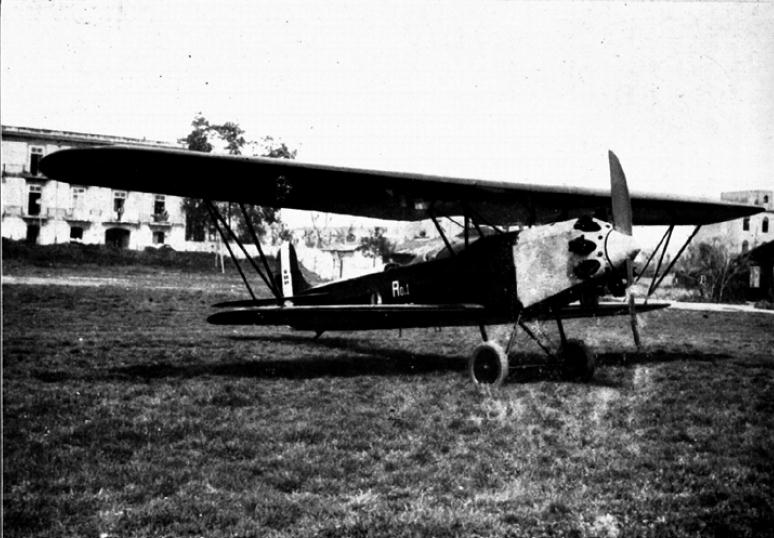
OFM Ro. 1, 1927, primo velivolo costruito su licenza

Biplano Ro.5 costruito da OFM di Napoli nel 1929

- OFM Ro.1: su licenza Fokker C.V; primo volo nel 1927; monomotore da 420hp Alfa Romeo Jupiter IV.
- OFM Ro.1 Ridotto: (fine 1927) versione da caccia dell'OFM Ro.1 con apertura alare ridotta (12,5 m). Un prototipo.
- OFM Ro.1bis: 4 ala, monomotore da 550hp Piaggio Jupiter VIII; 132 unità.
- OFM Ro.5: 1929 carlinga aperta.
- OFM Ro.5bis: 1929 carlinga con tettuccio.
- OFM Ro.6: 1929 versione del Ro.5 con motore Fiat da 85 hp.
- OFM Ro.10: 1929 Fokker F.VII su licenza, 3 motori da 215 hp Alfa Romeo Lynx. Tre unità per Avio Linee Italiane e Ala Littoria.
- OFM Ro.25: 1930 da addestramento, in versione monoposto e biposto. Primo progetto interamente di Giovanni Galasso per OFM. Due prototipi uno a decollo terrestre e uno idrovolante.
- OFM Ro.26: 1932 da addestramento, a decollo terrestre e uno idrovolante. Poche unità prodotte.
- OFM Ro.30: 1932 biplano triposto, monomotore da 530hp Alfa Romeo Mercurius o Piaggio 126-RC35 Jupiter. Poche unità.
- OFM Ro.35: 1933 aliante con ala da 14,5 m. Una unità prodotta.
- OFM Ro.37: 1933 biplano biposto bombardiere leggero e ricognitore, monomotore Fiat da 600hp tipo A.30 V-12, 294 unità.
- OFM Ro.37bis: 1933 biplano biposto, bombardiere leggero e ricognitore, monomotore da 610 hp Piaggio P.IX RC.40, 325 unità.
- OFM Ro.41: 1934 caccia biplano a carlinga aperta, progettato e prodotto da OFM, poi da Societa Anonima Industrie Aeronautiche Romeo infine da IMAM.